# Tyee
Tyee est un prénom masculin.

## Sens et origine du prénom
- Prénom masculin d'origine nord-amérindienne[1] de la tribu Chinook.
- Prénom qui signifie "chef".

## Prénom de personnes célèbres et fréquence
- Prénom peu usité aux États-Unis[2].
- Prénom qui a été donné 1 fois en France en 2004 et en 2017[3].